# NGC 4360
NGC 4360 é uma galáxia elíptica (E) localizada na direcção da constelação de Virgo. Possui uma declinação de +09° 17' 35" e uma ascensão recta de 12 horas, 24 minutos e 21,8 segundos.
A galáxia NGC 4360 foi descoberta em 1877 por Ernst Wilhelm Leberecht Tempel.